# Kolanur (obwód kirowski)
Kolanur (ros. Колянур) – wieś (sieło) w Rosji, w obwodzie kirowskim, w rejonie sowieckim. W 2021 liczyła 681 mieszkańców.